# تفجيرات الشرطة اليمنية مايو 2016
في 15 مايو 2016 أدى تفجير انتحاري في مدينة المكلا جنوب اليمن عاصمة محافظة حضرموت إلى مقتل 47 شخصا على الأقل من الشرطة وجرح أكثر من 60 شخصا. سبقت عملية التفجير هجوما حيث قتل 15 جنديا يمنيا في هجمات على مواقع للجيش خارج المكلا. قال داعش أن أحد مقاتليه قام بتفجير سيارة محملة بالمتفجرات في قاعدة للجيش في منطقة خلف في الضواحي الشرقية للمدينة.

## الخلفية
أعلن الجيش الأمريكي قبل أسبوع من الهجمات أنه نشر عددا قليلا من الموظفين في اليمن للمساعدة في مكافحة تنظيم القاعدة في جزيرة العرب أول وجود للقوات في البلاد منذ استيلاء الحوثيين. كما انتهى عام من حكم تنظيم القاعدة في جزيرة العرب قبل شهر من الهجمات. نادرا ما يتدخل تنظيم داعش في المنطقة حيث وقعت التفجيرات كما هو معروف معقل منافسه تنظيم القاعدة في جزيرة العرب. قبل يوم واحد فتحت القوات التي تحرس موقعا للجيش في منطقة الخليل في المكلا النار على سيارة بعد أن اشتبهوا في أنها سيارة مفخخة انتحارية وفقا لما ذكره مسؤول أمني مضيفا أن السيارة انفجرت. تفاخر جنرال بأن قواته استولت على حوالي 250 من أعضاء تنظيم القاعدة في جزيرة العرب لأنهم استعادوا المكلا والمدن الساحلية القريبة بما في ذلك قائدها لمدينة الشحر. كما شاركت إيران والسعودية في النزاع. كان داعش قد أعلن مسؤوليته عن عدة هجمات على أهداف حكومية وأهداف في عدن في الأشهر الأخيرة.

## التفجير
فجر المهاجم الأول أبو البراء الأنصاري حزاما من المتفجرات حيث انضم إلى خط رجل في مركز تجنيد للشرطة. انفجرت القنبلة عندما انسحب قائد الأمن في حضرموت الجنرال مبارك العوبثاني من مكتبه مما أسفر عن مقتل ستة من حراسه لكن لم يصب سوى بجروح طفيفة. شملت الهجمات تفجيرا انتحاريا استهدف مقر إقامة المنطقة العسكرية الثانية في حضرموت الجنرال فرج سالمين لكنه هرب دون أن يصاب بأذى. قتل الانتحاري ما لا يقل عن 41 من مجندي الشرطة و 47 من الشرطة. كما أصيب أكثر من 60 شخصا بجراح.